# سیارک ۸۶۶۸
سیارک ۸۶۶۸ (به انگلیسی: 8668 Satomimura، نامگذاری:1991HM) هشت هزار و ششصد و شصت و هشتمین سیارک کشف شده‌است که در ۱۶ آوریل ۱۹۹۱ کشف شد.